# Brabantul Flamand
Brabantul Flamand (neerlandeză Vlaams Brabant, franceză Brabant flamand), este o provincie din regiunea Flandra din Belgia. Capitala este Leuven și este divizată în două arondismente conținând 65 municipalități. A fost formată în 1995 prin separarea vechii provincii Brabant în trei noi entități: Provincia Brabantul flamand, Provincia Brabantul Valon și Regiunea Capitalei Bruxelles.

## Comune
Brabantul Flamand conține 65 de comune: 35 în Arondismentul Halle-Vilvoorde și 30 în Arondismentul Louvain. 9 din acestea au titlul de oraș.

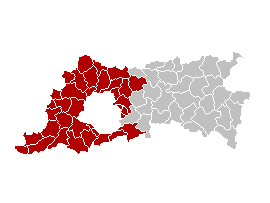
Teritoriul Arondismentului Halle-Vilvoorde

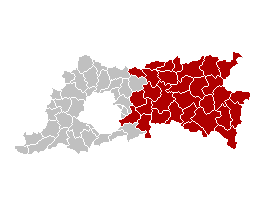
Teritoriul Arondismentului Louvain

| Arondismentul Halle-Vilvoorde: | Arondismentul Louvain: |
| - Affligem - Asse - Beersel - Bever - Dilbeek - Drogenbos - Galmaarden - Gooik - Grimbergen - Halle - Herne - Hoeilaart - Kampenhout - Kapelle-op-den-Bos - Kraainem - Lennik - Liedekerke - Linkebeek - Londerzeel - Machelen - Meise - Merchtem - Opwijk - Overijse - Pepingen - Roosdaal - Sint-Genesius-Rode - Sint-Pieters-Leeuw - Steenokkerzeel - Ternat - Vilvoorde - Wemmel - Wezembeek-Oppem - Zaventem - Zemst | - Aarschot - Begijnendijk - Bekkevoort - Bertem - Bierbeek - Boortmeerbeek - Boutersem - Diest - Geetbets - Glabbeek - Haacht - Herent - Hoegaarden - Holsbeek - Huldenberg - Keerbergen - Kortenaken - Kortenberg - Landen - Louvain - Linter - Lubbeek - Oud-Heverlee - Rotselaar - Scherpenheuvel-Zichem - Tervuren - Tielt-Winge - Tienen - Tremelo - Zoutleeuw |